# 하야시 유스케
하야시 유스케(일본어: 林 勇介, 1990년 1월 23일~)는 일본의 축구 선수이다.

## 구단 경력
그는 2008년부터 2017년까지 J리그의 우라와 레즈, 더스파 구사쓰, 그루자 모리오카에서 활동하였다.